# Ericus Olai Skepperus
Ericus Olai Skepperus, född 1555 i Stockholm, död 14 mars 1620 i Enköping, var kyrkoherde i Stockholm 1593–98, Uppsala 1602–07 och Enköping 1609–20,

## Biografi
Ericus Olai Skepperus föddes 1555. Han var son till  till skepparen (därav efternamnet) och rådmannen i Stockholm Olof Eriksson och hans hustru Anna Gerlachsdotter von Emden.
Han inskrevs 1574 vid universitetet i Rostock där han 1576 tog en magisterexamen, fortsatte därefter vid universiteten i Leipzig och Wittenberg. Efter ha tagit ytterligare en examen i Wittenberg återvände han till Sverige där han 1580 blev Johan III:s hovpredikant. Han utsågs i juni 1583 till skolmästare i Stockholm, blev penitentiarie 1587 eller 1588 och utnämndes till kyrkoherde (pastor primarius) där 21 februari 1593.
Ericus Olai Skepperus har främst gått till historien genom en hård konflikt mellan honom och hertig Karl. Konflikten hade sin upprinnelse i att Skepperus 1596 beskyllde hertigen för olagliga beskattningsåtgärder. Hertig Karl ville då avsätta Skepperus men riksrådet, domkapitlet och ärkebiskopen ställde sig bakom Skepperus och hertigen tvingades backa. Därefter skärptes konflikten successivt bland annat genom att Skepperus tog ställning för Sigismund i striden mellan denne och hertig Karl. I början av 1598 avskedades Skepperus slutligen samtidigt med Abraham Angermannus och sattes i fängsligt förvar på Stegeborgs slott där han fick sitta till maj 1601 då han frigavs mot hertigens vilja.
Skepperus och Angermannus tillfångatogs på nytt något senare och fördes till Åbo där de vistades i ett slags inre exil med rörelsefrihet inom staden men förbjudna att lämna den. Skepperus frigavs i slutet av 1602 efter att han kallats till kyrkoherdetjänsten i Uppsala stad. Stockholms råd ansökte vid flera tillfällen 1603–04 om att få tillbaka Skepperus som kyrkoherde men ansökningarna besvarades inte av hertigen som i stället åtalade Skepperus för hans roll vid Sigismunds återkomst till Sverige 1598. Skepperus frikändes vid rättegången på slottet Stockholms slott 1606.
Konflikten var inte slut med Skepperus frikännande. Hertigen förbjöd honom 1607 att predika och kort därefter fängslades Skepperus på nytt för att ha struntat i förbudet. Han blev åter frigiven 1609 efter att ha kallats som kyrkoherde till Vårfrukyrka församling i Enköping, att efterträda Johannes Stephani Bellinus. Det sista årtiondet av sitt liv lyckades Skepperus hålla sig undan politiska konflikter men drogs i stället in i en släktstrid som slutade med att hans syster Elin gjorde honom arvlös i sitt testamente. Skepperus upprätthöll tjänsten som kyrkoherde i Enköping till sin död. Trots det behöll han de två hus han ägde på Svartmangatan i Stockholm.

### Familj
Skepperus var gift med Catharina Persdotter Rask (död 1618). Hon var dotter till borgmästaren Per Rask i Nyköping. De fick tillsammans barnen kyrkoherden Olaus Erici Skepperus (död 1635) i Vallby församling, Gynte Skepper och rådmannen Benjamin Erici Skepperus (död 1671) i Gävle, rådmannen Gerdt Skepper (död 1661) i Uppsala, Magdalena Skepper (1600–1684) som var gift med kyrkoherden Wolfgang Pezoldus i Tyska S:ta Gertruds församling och biskopen Johannes Laurentii Stalenus i Växjö stift, Anna Skepper, Anders Skepper och studenten Ericus Erici Skepperus vid Uppsala universitet.